# أوكسيسول
أوكسيسول هو رتبة تربة في نظام تصنيف التربة لوزارة الزراعة الأمريكية، اشتهر بوجدها في الغابات المطيرة الاستوائية على بعد 25 درجة شمال وجنوب خط الاستواء. في القاعدة المرجعية العالمية لموارد التربة (WRB)، تنتمي بشكل أساسي إلى فيراسول، لكن بعضها عبارة عن تربة قاعدية [الإنجليزية] أو نيتيسول [الإنجليزية]. صنف بعض الأوكسيسولات سابقًا على أنها تربة لاتريتية.

## تركيب
العمليات الرئيسية لتكوين التربة من الأوكسيسولات هي التجوية والترطيب والتعكير الناجم عن الحيوانات. تنتج هذه العمليات خصائص التربة المميزة. تُعرف على أنها تربة تحتوي في جميع الأعماق على ما لا يزيد عن عشرة في المائة من المعادن المقاومة للعوامل الجوية، وقدرة منخفضة على التبادل الكاتيوني. دائمًا ما يكون للأوكسيسول لونًا أحمر أو مصفرًا، بسبب التركيز العالي للحديد (III) وأكاسيد وهيدروكسيدات الألومنيوم. كما أنها تحتوي على الكوارتز والكاولين، بالإضافة إلى كميات صغيرة من المعادن الصلصالية والمواد العضوية الأخرى.

## علم أصول الكلمات
تأتي كلمة "أوكسيسول" من كلمة "أكسيد" في إشارة إلى هيمنة معادن الأكسيد مثل البوكسيت. تُعرف الأوكسيسولات في نظام تصنيف التربة الدولي باسم فيراسول (بالإنجليزية: ferralsols, lit. 'التربة الحديدية').

## ظهور
توجد الأوكسيسول في الوقت الحاضر بشكل حصري تقريبًا في المناطق الاستوائية، في أمريكا الجنوبية وأفريقيا، دائمًا تقريبًا على كراتون قاري مستقر للغاية.
توجد الأوكسيسول في جنوب شرق آسيا في بقايا القارة السميرية الصغيرة، وعلى تيران شان التايلاندية [الإنجليزية]. في تايلاند، يقال إن التربة الحديدية، التي تسمى تربة ياسوثون، قد تشكلت في ظل الظروف الاستوائية الرطبة في أوائل العصر الثالث، على سهل واسع رُفع لاحقًا لتشكيل هضبة كورات. تتميز هذه التربة ذات اللون الأحمر الساطع، وتتواجد هذه التربة في المرتفعات في نصف دائرة كبيرة حول الحافة الجنوبية، وتغطي آفاق الحصى المرتبطة بها والتي يُقال إن النمل الأبيض قد أزالها من الرمال، في عملية مطولة وما زالت مستمرة من التعكر الإحيائي. تربة زانثيك الحديدية من سلسلة خورات وأودون، التي تتميز باللون الأصفر الباهت إلى البني، طُوّرت في المناطق الوسطى في عمليات لا تزال قيد البحث ؛ وكذلك تلك التي تشكل تربة منخفضة تشبه التربة البنية [الإنجليزية] الأوروبية.
في أستراليا، صارت المساحات الشاسعة التي كانت مغطاة سابقًا بالغابات المطيرة جافة جدًا لدرجة أن الأوكسيسولات شكلت غطاءًا صلبًا من الحجر الحديدي [الإنجليزية] يمكن أن تتشكل عليه فقط التربة الهيكلية [الإنجليزية].

## منشأ
عُرفت الأوكسيسولات الأحفورية منذ ظهور الأكسجين الحر لأول مرة في الغلاف الجوي منذ حوالي 2200 مليون سنة. في الفترات الدافئة مثل حقبة الحياة الوسطى والعصر الباليوسيني، امتدت الأوكسيسول إلى المناطق التي تتمتع الآن بمناخ بارد تمامًا، وتمتد إلى حد بعيد إلى أمريكا الشمالية وأوروبا. يُعتقد أن الأوكسيسول أصبحت نباتيةً في وقت متأخر عن الألتيسول [الإنجليزية] أو الفيسول [الإنجليزية]، ربما لأن الغطاء النباتي استغرق وقتًا طويلاً للتكيف مع عقم الأوكسيسول.

## التاريخ
اعتقد العلماء في الأصل أن الغطاء النباتي الكثيف للغابات الاستوائية المطيرة من شأنه أن يوفر مغذيات غنية، ولكن مع مرور الأمطار عبر النفايات الموجودة في قاع الغابة، يصير المطر حامضيًا وتترشح المعادن من طبقات التربة أعلاه. يؤدي هذا إلى إجبار النباتات على الحصول على تغذيتها من المخلفات المتحللة لأن تربة الأوكسيسول تكون عقيمة تمامًا بسبب نقص المواد العضوية والغياب شبه الكامل للمعادن القابلة للذوبان التي رشحها المناخ الرطب.

## الاستخدامات
غالبًا ما تستخدم الأوكسيسول في المحاصيل الاستوائية مثل الكاكاو والمطاط . في بعض الحالات، يُزرع الأرز فيها. يُعدّ زرع المحاصيل الدائمة للأكسيسولات في المناطق منخفضة الدخل أمرًا صعبًا للغاية بسبب انخفاض قدرات التبادل الكاتيوني والتثبيت العالي للفوسفور على أكاسيد الحديد والألمنيوم (آلية تبادل الترابط ؛ مركب المجال الداخلي [الإنجليزية] مع الفوسفات). ورغم ذلك، يمكن زراعة الأراضي المشكلة من الأوكسيسول في مجموعة واسعة من ظروف الرطوبة. بناءً على هذا، تُستغل الأوكسيسولات بشكل مكثف في الزراعة في بعض المناطق التي لديها ثروة كافية لدعم الممارسات الزراعية الحديثة (بما في ذلك الإضافات المنتظمة للجير والأسمدة). من الأمثلة الحديثة على الاستغلال بالطرق الحديثة زراعة فول الصويا في البرازيل .

## الرتب الفرعية
تنقسم الأكسيسول إلى الفروع التالية:
- الاكووكس (Aquox) - الأوكسيسول مع منسوب مائي على السطح أو بالقرب منه معظم أيام السنة
- البيروكس (Perox) - أكاسيدول في المناخات الرطبة باستمرار، حيث يتجاوز هطول الأمطار التبخر في جميع الأشهر
- التوروكس (Perox) - أكسيسولات المناخات القاحلة. نظرًا لأن المناخ الحالي لا يمكنه أبدًا إنتاج تجوية كافية لإنتاج الأوكسيسولات، فإن تربة تورروكس تكون دائمًا عبارة عن حفريات تتكون خلال فترات مناخات أكثر رطوبة. تحدث بشكل رئيسي في جنوب إفريقيا .
- الأوستوكس (Ustox) - أكسيسولات من المناخات شبه الجافة وشبه الرطبة
- الأودوكس (Udox) - أكسيسولات المناخات الرطبة

## الروابط الخارجية
- صور الملف الشخصي (مع التصنيف) الصفحة الرئيسية لـ WRB
- صور الملف الشخصي (مع التصنيف) IUSS World of Soils